# Huckleberry Finn (1974)
Huckleberry Finn is een Amerikaanse muziekfilm uit 1974 onder regie van J. Lee Thompson. Het scenario is gebaseerd op de roman De lotgevallen van Huckleberry Finn (1884) van de Amerikaanse auteur Mark Twain.

## Verhaal
Huckleberry Finn is een jongen uit Missouri die inwoont bij een vriendelijke weduwe en haar zus. Op een dag daagt zijn dood gewaande vader op, omdat hij heeft gehoord dat zijn zoon een schat heeft gevonden. Hij schaakt de jongen en eist 1000 dollar losgeld. Huck veinst zijn dood en maakt vervolgens kennis met de voortvluchtige slaaf Jim. Ze gaan samen op zoek naar vrijheid.

## Rolverdeling
| Acteur           | Personage           |
| ---------------- | ------------------- |
| Jeff East        | Huckleberry Finn    |
| Paul Winfield    | Jim                 |
| Harvey Korman    | De Koning           |
| David Wayne      | De Hertog           |
| Arthur O'Connell | Kolonel Grangerford |
| Gary Merrill     | Vader               |
| Natalie Trundy   | Mevrouw Loftus      |
| Lucille Benson   | Widder Douglas      |
| Kim O'Brien      | Maryjane Wilks      |
| Jean Fay         | Susan Wilks         |
| Ruby Leftwich    | Juffrouw Watson     |
| Odessa Cleveland | Vrouw van Jim       |
| Joe Boris        | Jason               |
| Danny Lantrip    | Kyle                |
| Van Bennett      | Wayne               |

## Filmmuziek
1. Freedom
2. Someday, Honey Darlin'
3. Rotten Luck
4. Cairo, Illinois
5. A Rose in a Bible
6. Royalty!
7. The Royal Nonesuch
8. What's Right, What's Wrong?
9. Into His Hands